# La carta (Vermeer)
La carta de amor (De liefdesbrief), es una pintura del artista holandés Johannes Vermeer, custodiada en el Rijksmuseum de Ámsterdam. Se trata de un óleo sobre lienzo de reducidas dimensiones (44 x 38,5 cm). Como casi toda la obra de Vermeer, su datación sólo puede ser aproximada, en este caso hacia 1669-1670. Está firmado a la izquierda de la sirvienta: «JVMeer». 
En la pintura hay una sirvienta que entrega una carta a una mujer joven con un laúd. La mujer está bien vestida, en color amarillo, notándose que es de clase pudiente. Deja de tocar el laúd y mira interrogante a la sirvienta, que le ha entregado una carta. Una cortina atada en el primer plano crea la impresión de que es espectador está mirando hacia una escena personal e intensamente privada y ayuda a dar más profundidad al espacio. Lo mismo se consigue con las diagonales del suelo ajedrezado que contribuyen a esa impresión de tridimensionalidad. Ese suelo en damero es típico de las obras de Vermeer y puede verse también en otras pinturas neerlandesas del siglo XVII, como se comprueba en la obra de Hooch El armario de la ropa blanca. La luz incide directamente en las dos mujeres, dejando el primer plano en la sombra.
El hecho de que es una carta de amor queda claro por sostener ella un laúd, más específicamente, un cistro, miembro de la familia de la cuerda. El laúd era un símbolo de amor, a menudo del amor carnal, en el siglo XVI. La idea se refuerza aún más con la zapatilla en la parte inferior del cuadro. La zapatilla tirada era otro símbolo de amor ilícito. La escoba parece representar lo doméstico, lo mismo que el cesto de mimbre o el cojín para hacer encaje; su colocación a un lado de la pintura puede sugerir que los temas domésticos habían sido apartados u olvidados. 
En la pared oscura a la izquierda de la puerta hay un mapa. Detrás de la pareja de mujeres hay dos cuadros, uno de ellos una marina que puede referirse a los riesgos de los viajes o a la agitación de las pasiones amorosas. Este último sentido es también el que suele darse a la chimenea que aparece en estas escenas de género.

## Cine
Este cuadro aparece en la película Siete notas en negro (1977), dirigida por Lucio Fulci.